# Dekanat Świebodzin – NMP Królowej Polski
Dekanat Świebodzin-NMP Królowej Polski – jeden z 30 dekanatów katolickich należących do diecezji zielonogórsko-gorzowskiej, w którego skład wchodzi 7 parafii.

## Władze dekanatu
- Dziekan: ks. Jarosław Leśny (od 5.10.2023)[1]
- Wicedziekan: ks. Piotr Franek (od 13.09.2016)
- Ojciec duchowny: ks. Andrzej Finc SDB (od 5.09.2022)
- Dekanalny duszpasterz młodzieży i powołań: ks. Marcin Krzyżanowski (od 6.09.2023)[1]

## Parafie
- Parafia św. Anny w Jordanowie, na terenie której znajduje się dawne opactwo cystersów w Gościkowie-Paradyżu będące sanktuarium Matki Bożej Wychowawczyni Powołań Kapłańskich
- Parafia św. Jana Chrzciciela w Lubrzy
- Parafia św. Jana Chrzciciela w Łagowie
- Parafia Narodzenia Najświętszej Maryi Panny w Sieniawie
- Parafia Najświętszej Maryi Panny Królowej Polski w Świebodzinie
- Parafia św. Michała Archanioła w Świebodzinie
- Parafia Matki Bożej Różańcowej w Toporowie